# Charles Almqvist
Charles Almqvist, egentligen Karl Johan Almqvist, född 9 januari 1881, död 19 april 1940, var en svensk ingenjör och industriman.

## Biografi
Charles Almqvist föddes i Djäkneböle i Västerbotten. Han var äldst av åtta barn och växte upp i Vännäs. Efter militärtjänst i Luleå började han vid 19 års ålder arbeta som lokbiträde i hemorten, kanske av naturliga skäl då familjen bodde bakom järnvägsstationen. Av okänd anledning valde han att lämna Sverige. 24 år gammal befann han sig i England, där han arbetade som sjöman och vid olika verkstäder och varv. 1906 gick flytten till Brooklyn/New York i USA, där han åter började arbeta vid järnvägen. 1913 fick Charles anställning vid Werner Queenslands oljeraffinaderi, där han stannade till november 1925 då han övergick till Bethlehem Steel Corporation, för att mellan åren 1925-1927 tjänstgöra som superintendent vid Argentinas största raffinaderi Destileria Fiscal de la Plata. Han återvände till Sverige 1928, där han sedermera i samarbete med Axel Ax:son Johnson grundade Raffinaderiet i Nynäshamn/Nynäs Petroleum . Charles Almqvist gifte sig 1910 i Brooklyn, USA med Helga Andersdotter (född 1889, död 1976) och fick med henne två döttrar. Han gick hastigt bort 1940 och ligger begravd i Bromma i Stockholm.

## Övrigt
Då Charles Almqvist låg bakom introduktionen av asfalten i Sverige gick han under namnet "Asfaltkungen". Han var känd för sin hatt, vilken han ska ha stampat på när "svårigheterna blev akuta" . Han använde sig av titeln ingenjör, det är oklart vilken formell utbildning som låg till grund för detta.
Om Almqvists återkomst till Sverige berättas följande: "En kall vinterdag redan 1927, träffades två män i Stockholm, Sveriges huvudstad. Deras möte lade grunden för det som nu är Nynäs. De två männen bakom bolagets utveckling var finansmannen och avsändaren Axel Axelsson Johnson och den excentriska entreprenören Karl Almqvist. Almqvist hade varit ansvarig för Argentinas största raffinaderi, men hemlängtan, kombinerat med en dröm om att starta ett raffinaderi i Sverige hade orsakat honom att återvända hem".